# Częstochowa Mirów
Częstochowa Mirów − towarowa stacja kolejowa w Częstochowie, w województwie śląskim, w Polsce.